# Diloba nigrofasciata
Diloba nigrofasciata är en fjärilsart som beskrevs av Hackray 1933. Diloba nigrofasciata ingår i släktet Diloba och familjen nattflyn. Inga underarter finns listade i Catalogue of Life.